# Foulques Ier d'Anjou
Pour les articles homonymes, voir Foulques.
Foulques Ier (ou Fulco) d'Anjou, dit le Roux est le premier comte d'Anjou de 930 à 942, ayant d'abord été vicomte d'Angers (avant 898-930) et de Tours (898-909), et comte de Nantes (909-919). Il est de la famille des Ingelgeriens et fils du vicomte Ingelger et peut-être d'Aelendis.
« Foulques le Roux, fils d'Ingelger, occupait en ce moment le comté d'Anjou. S'il n'était pas doué de toutes les qualités qui avaient valu à son père sa grande fortune, s'il ne réunissait pas comme lui la beauté du corps, la sagesse du conseil, la franchise du langage, la pureté des mœurs, une foi vive et une certaine connaissance des lettres, il possédait du moins les mérites qui constituent l'homme de guerre; il était hardi, entreprenant et brave, ne craignant ni la faim, ni la fatigue. Sa courageuse opposition aux attaques des Normands et des Bretons lui fit pardonner, par une noblesse jalouse de son indépendance et le clergé, son esprit de dissimulation et de ruse, son ambition sans bornes, sa vie licencieuse. »
Il est cité pour la première fois dans une charte d'avril 886, puis comme vicomte dans une autre charte du 29 septembre 898, signée par le vicomte Hardrad de Tours. Une autre charte de 909 le dit également vicomte de Tours. En 909, à la suite de la mort d'Alain le Grand, la vicomté de Tours est donnée à Thibaud l'Ancien et il reçoit le comté de Nantes, chargé de lutter contre les Normands et les Bretons. Nantes est prise par les Normands en 914, et Foulques renonce à ses droits sur le comté de Nantes en 919. Il conservera cependant le titre de comte, mais ce titre ne fut définitivement reconnu qu'en 930, quand son suzerain Hugues le Grand le qualifia comme tel dans une de ses chartes. Il passa la plus grande partie de sa vie à combattre les vikings.
Il avait épousé Roscille, fille de Garnier (Warnerius), seigneur de Loches, et de Tescende, et avait eu :
- Ingelger, mort avant 929 et probablement tué en 927 lors d'un engagement contre les vikings ;
- Gui (Widdo), chanoine de Saint-Martin-de-Tours, puis évêque de Soissons de 937 à 973 ;
- Foulques II le Bon, comte d'Anjou ;
- Roscille d'Anjou, mariée à Alain II Barbetorte, duc de Bretagne. ils auront une fille : Gerberge de Nantes.

Il est cité avec son fils Foulques II pour la dernière fois en août 941. Une charte de mai 942 cite un Foulques comte d'Anjou, sans que l'on sache s'il s'agit de Foulques Ier ou de Foulques II. Compte tenu du fait que Foulques Ier commença sa carrière vers 886, il est probablement mort peu après 941.
Foulques le Roux est cité dans "la Chronique des exploits des Comtes d'Anjou", texte écrit de 1100 à 1140 par un moine angevin, à la demande de Foulques le Réchin.

## Sources
- Généalogie des comtes d'Anjou.
- FranceBalade.
- Foulques I "le Reux".
- Chronique des Comtes d'Anjou.